# Silva (rijeka)
Silva (rus. Сы́лва od komi-permjačkog syl — topljena, va — voda) je rijeka u Rusiji, protječe Sverdlovskom oblasti i Permskim krajem, lijevi i najveći pritok Čusovaje.
Duga je 493 km, s površinm porječja od 19700 km2. Izvire na zapadnoj padini srednjeg Urala, teče uglavnom prema zapadu. Ulijeva se u Čusovski zaljev Kamskog umjetnog jezera.
Rijeka obiluje vodom, voda je bistra, tok je umjeren, u donjem dijelu miran. Korito je vrlo krivudavo, s mnogo sprudova i plićina. U donjem slivu Silve široko je rasprostranjen krš (naprimjer, Kungurska špilja Zakurinskaja, Serginskaja, itd.). Na području sela Serga počinje Silvenski zaljev Kamskog umjetnog jezera.
Porijeklo vode je mješovito, prevladava od snježnih oborina. Prosječni godišnji istijek je 139 m³/s 45 km od ušća. Smrzava se krajem listopada — početkom studenog, obilježeno zagušenjima protoka (rus. Зажоры), otapa se u drugoj polovici travnja.
Glavni lijevi pritoci: Irenj, Babka, Irgina, Vogulka; desni — Barda i Šakva.
Rijeka je plovna na duljini 74 km od ušća. Glavna luka: Kungur.
Na Silvi se nalazi selo Molebka, naselje Ust-Kišert, grad Kungur i selo Serga.
Svake godine stotine turista dolaze u Kungur, kroz rute niz rijeke Silvu, Iren i Šakvu. Rijeka Silva teče ležerno preko ravne visoravni, poprijeko nacionalnog parka Preduralije i mimo strmih litica, fosiliziranih ostataka koraljnih grebena ostavljenih davno nestalog Velikog Permskog mora, koje se na nekim mjestima uzdižu i do 100 metara iznad razine rijeke, prekrivenih borovim i jelovim šumarcima.

## Vanjske poveznice
|  | Zajednički poslužitelj ima još gradiva o temi Silva (rijeka) |